# Snake River Plain

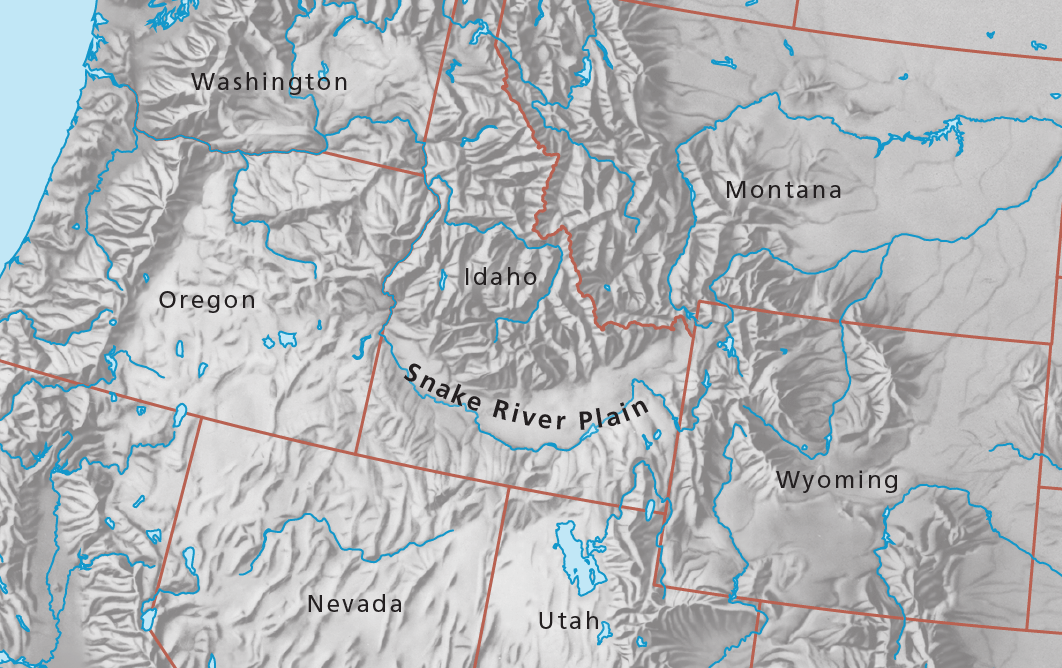
La posizione della Snake River Plain nell'Idaho.

La Snake River Plain è una vasta pianura situata per la maggior parte nello Stato dell'Idaho, Stati Uniti d'America. Si estende in direzione ovest per circa 400 miglia (640 km) dal nordovest del Wyoming fino al confine tra Idaho e Oregon. La pianura è un'ampia depressione a forma di arco e si estende su circa un quarto dell'Idaho. Nella pianura sono presenti tre importanti butte, colline rocciose isolate, situate a est della cittadina di Arco, la maggiore delle quali è la Big Southern Butte.
Tutte le maggiori città dell'Idaho sono situate nella Snake River Plain, che è anche la più importante area agricola dello Stato.

## Geologia
La pianura del fiume Snake River può essere suddivisa in tre sezioni: occidentale, centrale e orientale.

La parte occidentale è un vasto graben, cioè una fossa tettonica riempita da parecchi chilometri di sedimenti lacustri; al di sotto dello strato di sedimenti si trovano rioliti e basalti, mentre al di sopra si trova ancora basalto. La parte occidentale della pianura cominciò a formarsi 11-12 milioni di anni fa in seguito a eruzioni di lave riolitiche e ignimbrite. La parte occidentale non è parallela al movimento della placca nordamericana e forma un angolo molto ampio con le porzioni centrale e orientale. La sua geomorfologia è simile ad altri plateau vulcanici come il Gruppo di Chilcotin, situato nella parte centro-meridionale della Columbia Britannica, in Canada.
La parte orientale della Snake River Plain segue il percorso della placca nordamericana al di sopra del punto caldo di Yellowstone, ora centrato nel Parco nazionale di Yellowstone. La parte orientale è una depressione topografica che taglia la struttura montuosa della Provincia di Basin and Range in senso più o meno parallelo al movimento della placca nordamericana. Al di sotto si trova quasi interamente del basalto eruttato da grandi vulcani a scudo; al di sotto dei basalti si trovano lave riolitiche e ignimbrite eruttate quando la litosfera passò al di sopra del punto caldo di Yellowstone.
La porzione centrale della Snake River Plain è simile a quella orientale, ma differisce per avere una spessa sezione di sedimenti lacustri e fluviali intersecantisi, tra cui l'Hagerman Fossil Beds National Monument.
La caldera dell'Island Park e la caldera di Yellowstone si sono formate in seguito alle enormi eruzioni riolitiche e ignimbritiche che hanno prodotto 600 km3 di ceneri vulcaniche. La caldera Henry's Fork, che misura 18x23 km, è una delle più vaste caldere simmetriche ancora interamente visibili. Si formò quando la parte centrale del duomo di lava collassò, lasciando l'attuale caldera. La caldera Henry's Fork si trova all'interno della più antica e vasta caldera dell'Island Park, che misura 50x65 km. I vulcani più giovani che entrarono in eruzione dopo il passaggio del punto caldo, hanno ricoperto la pianura con flussi basaltici più recenti come quelli del Monumento e riserva nazionale Craters of the Moon